# 1,2-Dioxétanedione
La 1,2-dioxétanedione ou 1,2-dioxacyclobutane-3,4-dione est un composé chimique hétérocyclique aussi souvent appelé peroxyacide d'ester. C'est un oxyde de carbone instable de formule C2O4. Elle peut être vue comme un dimère cyclique de dioxyde de carbone (CO2) ou la double cétone du 1,2-dioxétane.
Elle se décompose rapidement en CO2 même à −93,15 °C mais peut être détectée par spectrométrie de masse et d'autres techniques,.
La 1,2-dioxétanedione est un intermédiaire issu de l'oxalate de diphényle dans les réactions chimioluminescentes utilisé par exemple dans les glowsticks. La décomposition passe par un biradical oxalate paramagnétique.